# سیارک ۲۷۲۳۶
سیارک ۲۷۲۳۶ (به انگلیسی: 27236 Millermatt، نامگذاری:1999RU96)۲۷۲۳۶مین سیارک کشف شده‌است که در ۰۷ سپتامبر ۱۹۹۹ کشف شد.